# مايرهوفن
مايرهوفن هي بلدة تقع في ولاية تيرول ، النمسا. تبعد حوالي ساعة عن عاصمة تيرول إنسبروك. يبلغ عدد سكان البلدة حوالي 3858 نسمة.